# 시청자 비평 플러스
《시청자 비평 플러스》는 YTN의 프로그램에 대해 방송하는 프로그램이다.

## 기획 의도
- 시청자들의 다양한 의견을 수렴하고 전달하는 프로그램이다.

## 진행자
- 정지웅 아나운서

## 코너
- 뉴스 리뷰Y
- 시청자 톡톡Y
- 시청자 위원회

## 같이 보기
- TV비평 시청자데스크 (KBS 1TV)
- 탐나는 TV (MBC TV)
- 열린 TV 시청자 세상 (SBS TV)
- 시청자 의회 (JTBC)
- 열린비평 TV를 말하다 (TV조선)
- 열린TV 열린세상 (MBN)
- 열린TBC (TBC)
- 미디어 공감 좋은TV (OBS경인TV)
- 바로보는TV 옴부즈맨 (연합뉴스TV)
- HTS 열린TV 시청자에 빠지다 (HTS)
- JHGN 열린TV 시청자에 빠지다 (JHGN)
- O채널 열린TV 시청자에 빠지다 (O채널)
- YKBC 시청자의 눈 (YKBC)
- 열린비평 TV가 좋다 (TV천리안)
- 대농방송 시청자 비평 플러스 (대농방송)
- 앨리스TV 시청자마당 (앨리스TV)
- GMB 시청자 비평 플러스 (GMB)
- 클릭 KNN 시청자 세상 (KNN)
- 열린TBC (TBC)
- 열린 TV 시청자세상 (kbc)
- G1 열린 TV 시청자 세상 (G1방송)